# Cratere Elenora
Elenora  è un cratere sulla superficie di Venere.